# Walter Lehmann
Walter Lehmann (Hütten, 13 gennaio 1919 – Richterswil, 23 settembre 2017) è stato un ginnasta svizzero.

## Palmarès

### Olimpiadi
- Argento a Londra 1948 nel concorso individuale.
- Argento a Londra 1948 nella sbarra.
- Argento a Londra 1948 nel concorso a squadre.

### Mondiali
- Oro a Basilea 1950 nel concorso individuale.